# Final da Copa do Mundo de Clubes da FIFA de 2012
A final da Copa do Mundo de Clubes da FIFA de 2012 foi realizada em 16 de dezembro de 2012 no Estádio Internacional de Yokohama, em Yokohama, entre o Corinthians, do Brasil, e o Chelsea, da Inglaterra.

## Caminho para a final
| BRA Corinthians                                 | Clube            | ENG Chelsea                                                     |
| ----------------------------------------------- | ---------------- | --------------------------------------------------------------- |
| CONMEBOL                                        | Confederação     | UEFA                                                            |
| Campeão da Copa Libertadores da América de 2012 | Classicação      | Campeão da Liga dos Campeões da UEFA de 2011–12                 |
| Não disputou                                    | Play-off         | Não disputou                                                    |
| Não disputou                                    | Quartas de final | Não disputou                                                    |
| 1–0 EGY Al-Ahly (Guerrero 30')                  | Semifinal        | 3–1 MEX Monterrey (Mata 17', Torres 46', Chávez 48' gol contra) |

### Corinthians
O Corinthians disputou esta final ao vencer na partida semifinal a equipe egípcia do Al-Ahly em 12 de dezembro, por 1 a 0, com gol de Paolo Guerrero.

### Chelsea
O Chelsea disputou esta final ao vencer, na partida semifinal, a equipe mexicana do Monterrey em 13 de dezembro, por 3 a 1, gols de Juan Mata, Fernando Torres e gol contra de Dárvin Chávez. Para a equipe do Monterrey marcou Aldo de Nigris. A equipe não contava com o zagueiro e capitão John Terry e o volante Oriol Romeu, ambos lesionados.

## Partida

### Detalhes da partida
| 16 de dezembro | Corinthians        | 1 – 0     | Chelsea | Estádio Internacional de Yokohama, Yokohama      |
| 19:30 (UTC+9)  | Paolo Guerrero 69' | Relatório |         | Público: 68 275 Árbitro: TUR Cüneyt Çakır (FIFA) |

| Corinthians | Chelsea |

| G            | 12 | Cássio               |     |       |
| LD           | 2  | Alessandro           |     |       |
| Z            | 3  | Chicão               |     |       |
| Z            | 13 | Paulo André          |     |       |
| LE           | 6  | Fábio Santos         |     |       |
| V            | 5  | Ralf                 |     |       |
| V            | 8  | Paulinho             |     |       |
| MC           | 20 | Danilo               |     |       |
| AT           | 11 | Emerson              |     | 90+1' |
| AT           | 23 | Jorge Henrique       | 56' |       |
| AT           | 9  | Paolo Guerrero       |     | 87'   |
| Substitutos: |    |                      |     |       |
| AT           | 7  | Juan Manuel Martínez |     | 87'   |
| Z            | 4  | Wallace              |     | 90+1' |
| Treinador:   |    |                      |     |       |
| Tite         |    |                      |     |       |

| G            | 1  | Petr Čech          |                                   |     |
| Z            | 2  | Branislav Ivanović |                                   | 83' |
| Z            | 4  | David Luiz         | 72'                               |     |
| Z            | 24 | Gary Cahill        | Penalizado · Penalizado · Expulso |     |
| LE           | 3  | Ashley Cole        |                                   |     |
| V            | 7  | Ramires            |                                   |     |
| V            | 8  | Frank Lampard      |                                   |     |
| MC           | 10 | Juan Mata          |                                   |     |
| AT           | 13 | Victor Moses       |                                   | 73' |
| AT           | 17 | Eden Hazard        |                                   | 87' |
| AT           | 9  | Fernando Torres    |                                   |     |
| Substitutos: |    |                    |                                   |     |
| MC           | 11 | Oscar              |                                   | 73' |
| LD           | 28 | César Azpilicueta  |                                   | 83' |
| M            | 21 | Marko Marin        |                                   | 87' |
| Treinador:   |    |                    |                                   |     |
| Rafa Benítez |    |                    |                                   |     |

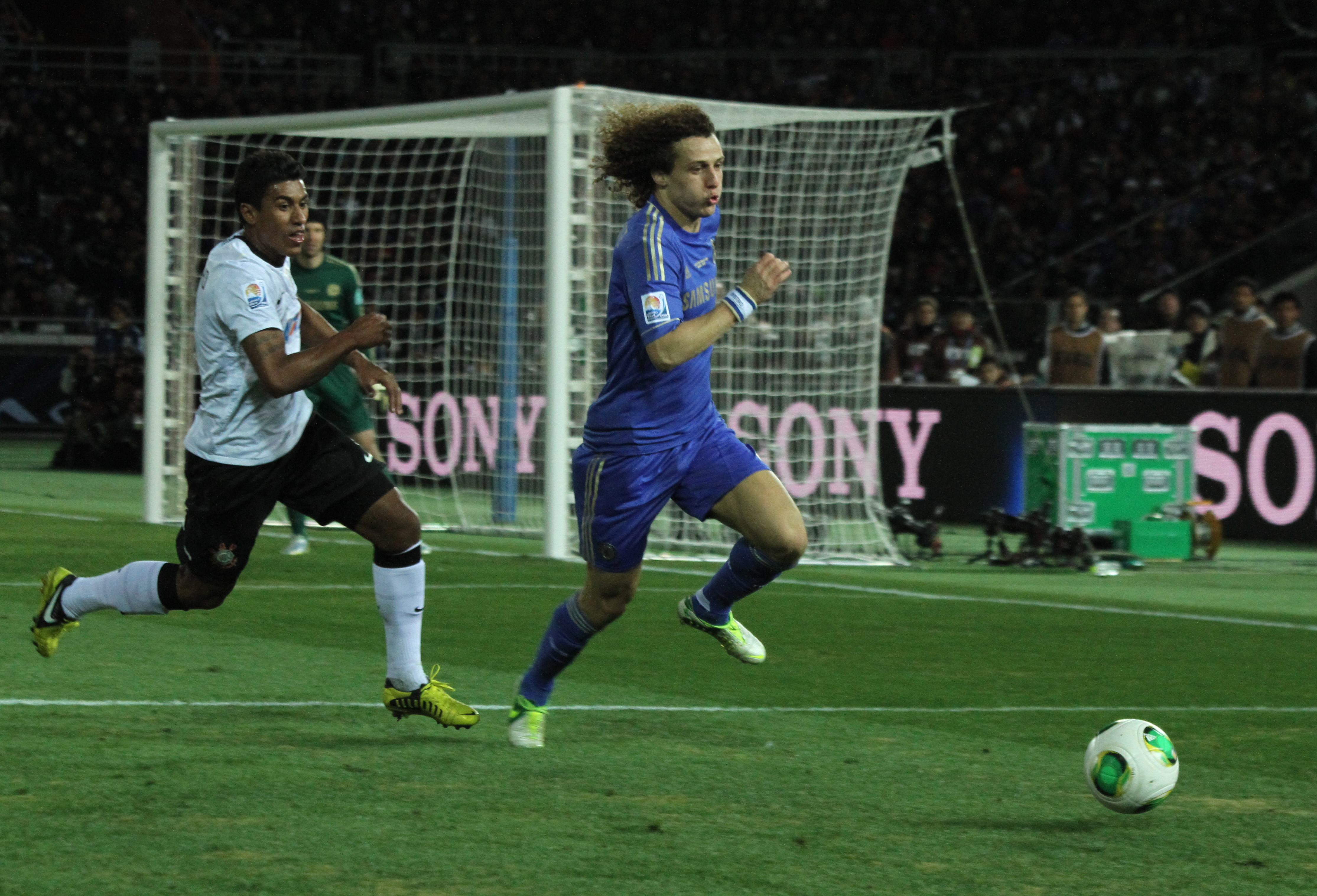
O volante Paulinho do Corinthians, e o zagueiro David Luiz disputando uma bola na Final do Mundial de Clubes de 2012.

| Árbitros assistentes Bahattin Duran Tarık Ongun Quarto árbitro: Alireza Faghani Quinto árbitro: Hassan Kamranifar | Regras da partida - 90 minutos - 30 minutos de prorrogação caso necessário - Disputa por pênaltis se ainda estiver empatado - 12 substitutos - Máximo de 3 substituições |

## Premiações
| Copa do Mundo de Clubes da FIFA 2012 |
| Brasil                               |
| ------------------------------------ |
| Corinthians Campeão (2º título)      |

Fair play
| Fair play | Monterrey |

### Prêmios individuais
| Bola de Ouro         | Bola de Prata        | Bola de Bronze               | Melhor jogador da partida |
| -------------------- | -------------------- | ---------------------------- | ------------------------- |
| Cássio (Corinthians) | David Luiz (Chelsea) | Paolo Guerrero (Corinthians) | Cássio (Corinthians)      |

## Estatísticas
Fonte: 
| Corinthians |                                        | Chelsea |
| ----------- | -------------------------------------- | ------- |
| 9           | Chutes                                 | 14      |
| 2           | Chutes a gol                           | 6       |
| 1           | Gols                                   | 0       |
| 4           | Escanteios                             | 2       |
| 0           | Gols contra                            | 0       |
|             |                                        |         |
| 17          | Faltas cometidas                       | 12      |
| 12          | Faltas sofridas                        | 17      |
| 0           | Cobranças de falta certas              | 1       |
| 0/0         | Cobranças de pênalti (gols/tentativas) | 0/0     |
| 1           | Impedimentos                           | 4       |
| 1           | Cartões amarelos                       | 1       |
| 0           | Expulsão por 2º cartão amarelo         | 0       |
| 0           | Cartões vermelhos                      | 1       |
|             |                                        |         |
| 24          | Tempo de bola em jogo (minutos)        | 28      |
| 46          | Posse de bola (%)                      | 54      |